# Glyptotendipes latifrons
Glyptotendipes latifrons är en tvåvingeart som först beskrevs av Jean-Jacques Kieffer 1924.  Glyptotendipes latifrons ingår i släktet Glyptotendipes och familjen fjädermyggor.
Artens utbredningsområde är Tyskland. Inga underarter finns listade i Catalogue of Life.